# Saint-Jean-des-Ollières
Saint-Jean-des-Ollières település Franciaországban, Puy-de-Dôme megyében. Lakosainak száma 437 fő (2022. január 1.). Saint-Jean-des-Ollières Auzelles, Brousse, Estandeuil, Fayet-le-Château, Isserteaux, Saint-Dier-d’Auvergne és Sugères községekkel határos.

## Népesség
A település népessége az elmúlt években az alábbi módon változott:
| Lakosok száma | 475  | 473  | 451  | 440  | 431  | 423  | 416  | 437  |
|               | 2013 | 2015 | 2017 | 2018 | 2019 | 2020 | 2021 | 2022 |